# Waterland (région)
Pour les articles homonymes, voir Waterland.

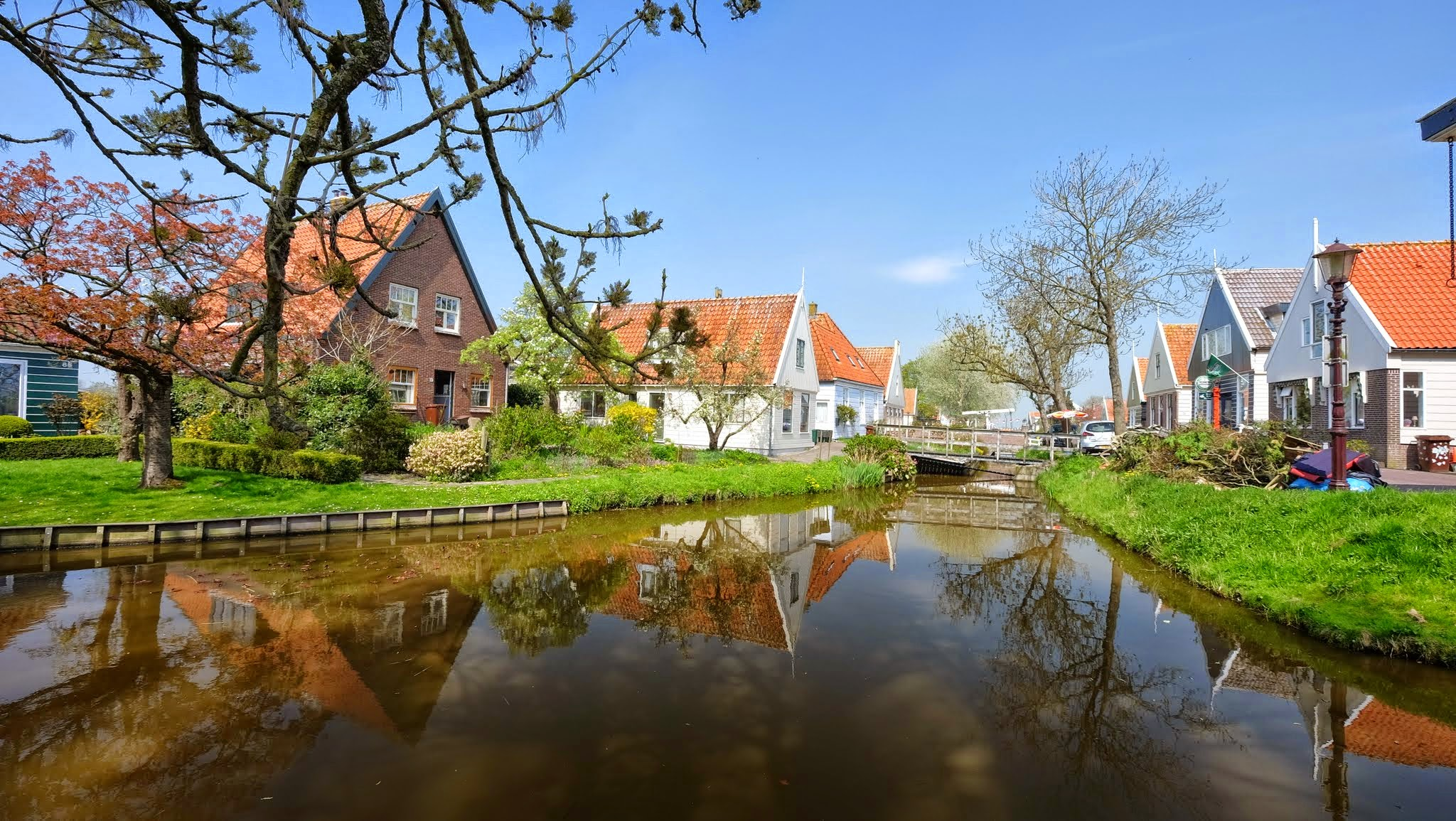
Maisons dans la commune de Waterland.

Le Waterland (« Pays de l'eau » en néerlandais) est une région naturelle des Pays-Bas, située dans la province de Hollande-Septentrionale, au nord d'Amsterdam.

## Géographie
L'actuelle région naturelle du Waterland correspond aux communes de Waterland, Landsmeer, Purmerend (à l'exception du polder de Purmer) et la zone rurale du nord de la commune d'Amsterdam (Amsterdam-Nord). Les principales villes sont Edam, Volendam, Purmerend et Monnickendam.

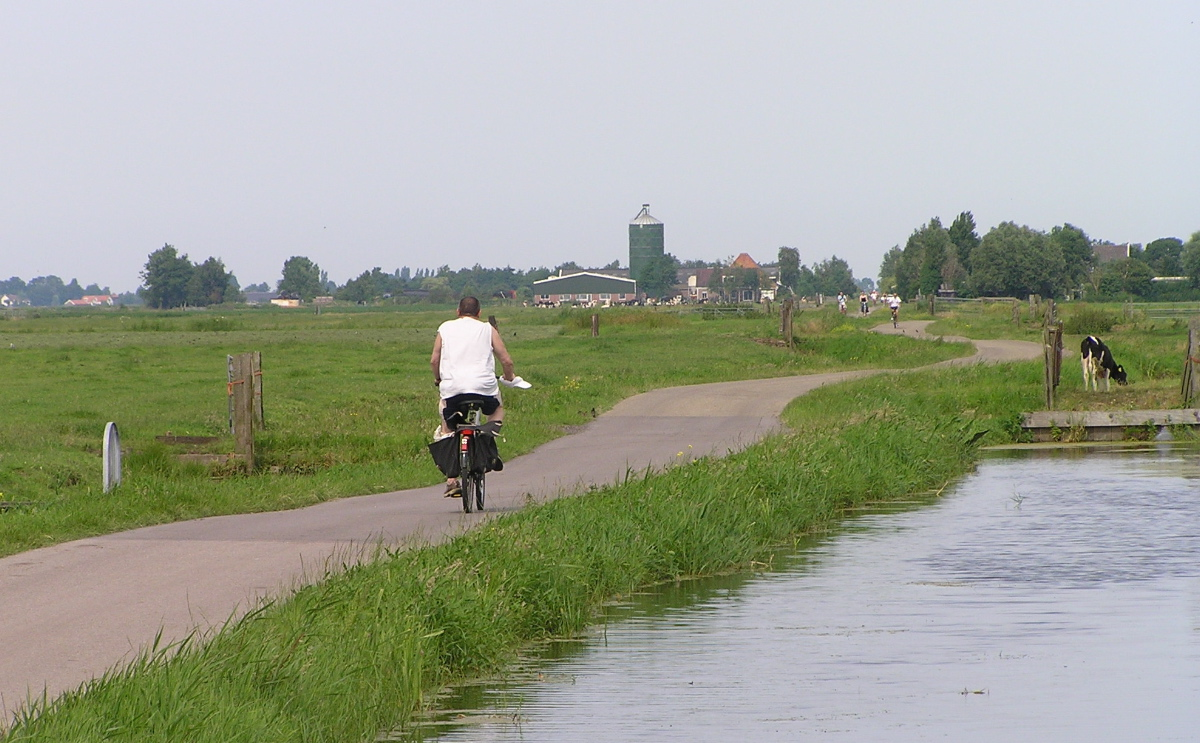
Cycliste au bord d'un canal du Waterland.
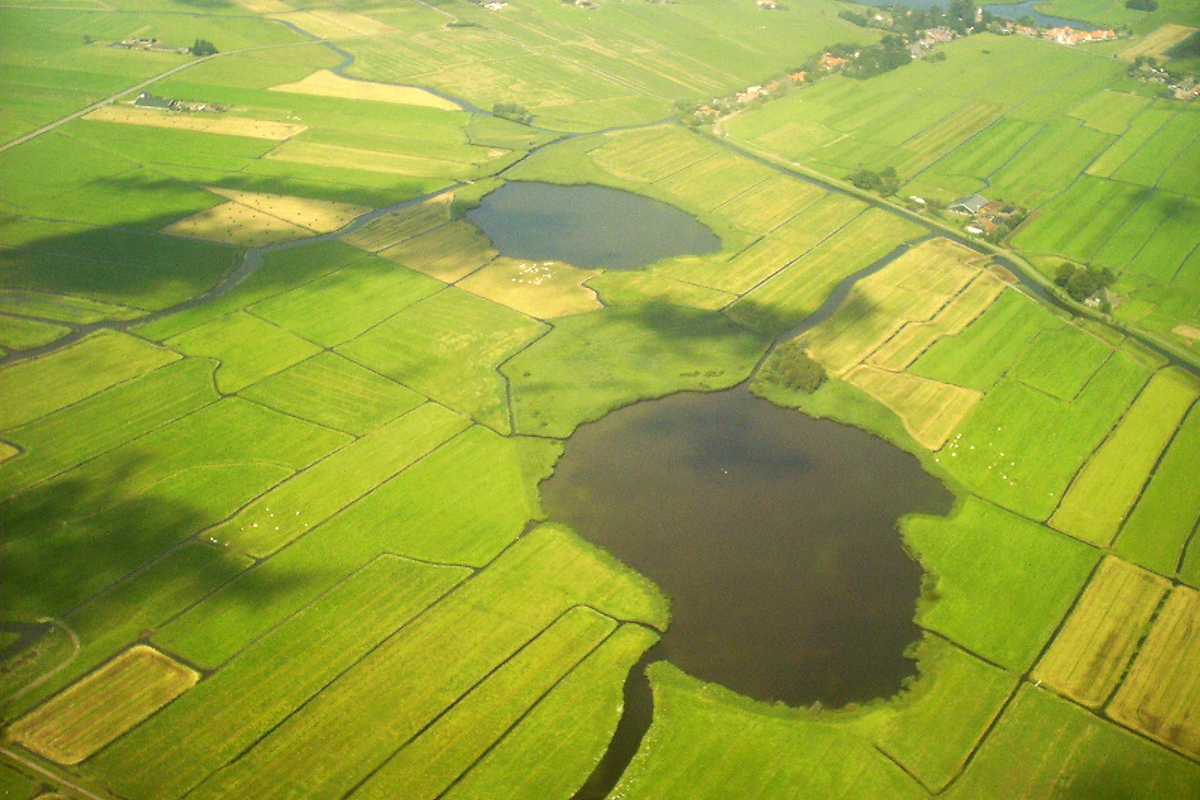
Paysage vu du ciel, près de Zuiderwoude.
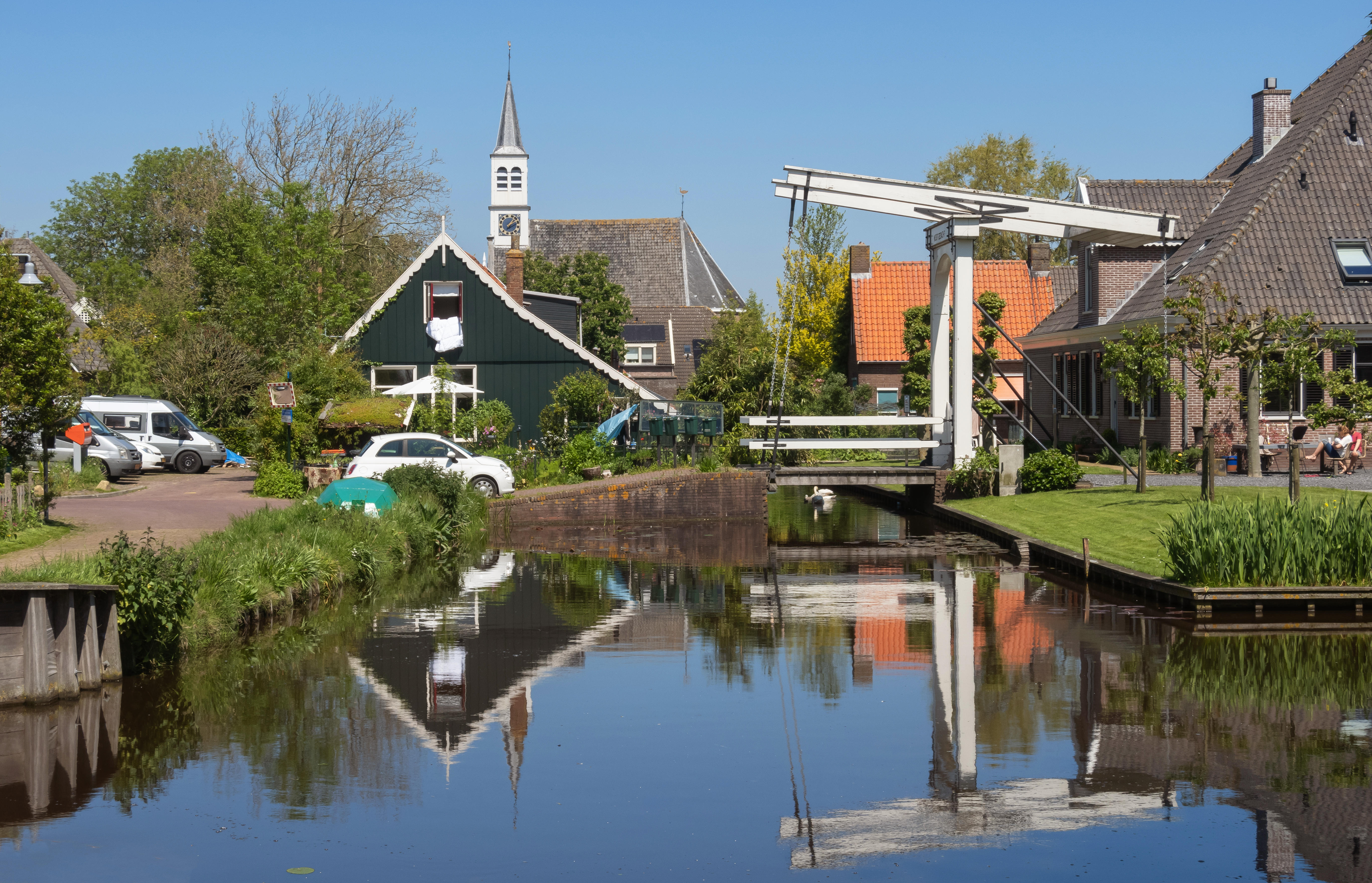
Le village de Watergang.

## Histoire
Vers l'an mille, les premiers habitants sont déjà établis dans le Waterland, qui fait alors probablement partie du pagus de Westflinge dans la région de Frisia à l'ouest de la Vlie. Ce pagus englobait non seulement le Waterland, mais également la région du Zaan (Zaanstreek) et des parties du Beemster et du Schermer.

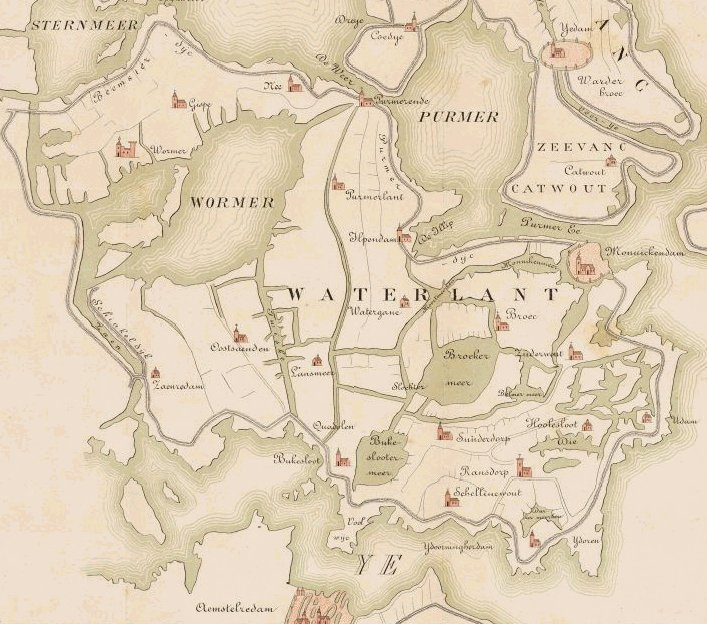
Le Waterland en 1288.

Dès le XIe siècle, le village de Zuiderwoude est mentionné : il possède sa propre chapelle. Au XIIe siècle, une grande partie des anciens marais est défrichée et utilisée par l'homme. Les marais étaient situés quelques mètres au-dessus du niveau de la mer, mais le sol était très humide. Pour assécher les marais et pour évacuer les eaux superflues, on a creusé des fossés transversaux aux vieilles rivières des marais. Le sol s'est effectivement asséché, mais il s'est également affaissé et tassé. Le niveau de la mer augmentant alors que le niveau du sol du Waterland baissait, la région est devenue sujette aux inondations. Afin d'éviter ces inondations, les rivières sont barrées et plusieurs digues construites.
À la suite des grandes inondations des XIIe et XIIIe siècles, qui étaient à l'origine du Zuiderzee et du lac de Beemster, les habitants de Waterland obtiennent le privilège de construire une grande digue circulaire maritime autour de la région, la Waterlandse Zeedijk. La région à l'intérieur de cette digue circulaire formait alors une seigneurie plus ou moins indépendante, dont les seigneurs était la famille Persijn. Vers 1281 ou 1283, Jan van Persijn vend le Waterland, Zeevang et ses possessions en Amsterdam au comte Florent V de Hollande. À partir de cette vente, Waterland fait partie intégrante du comté de Hollande. Pendant tout le Moyen Âge et pendant la République batave, le Waterland reste un bailliage qui faisait partie de la région de la Frise-Occidentale. De nos jours, il est situé en province de Hollande-Septentrionale.
En dépit de sa digue circulaire et le maintien de l'eau, le Waterland restait une région très humide, où l'agriculture n'était pas possible. Les paysans se sont rapidement orientés vers l'élevage. La production des produits laitiers et l'absence de céréales faisaient naître un commerce actif qui contribue fortement au développement des marchés des localités de Monnickendam, d'Edam et de Purmerend, érigées successivement en villes en 1356, 1357 et 1410.
Le développement technique au XVIIe permet l'assèchement des Buikslotermeer, Broekermeer et Belmermeer. Ce dernier est asséché en 1627. La région est souvent touchée par de grandes inondations. Lors des inondations de la Sainte-Élisabeth (1421) et de la Toussaint (1570), ainsi qu'à nouveau en 1825 et 1916, la région est gravement touchée. En 1825, une inondation du Zuiderzee créé le Kinselmeer. Depuis la fermeture de l'Afsluitdijk en 1932, le Waterland ne connaît plus de grande inondation.

## Source
- (nl) Cet article est partiellement ou en totalité issu de l’article de Wikipédia en néerlandais intitulé « Waterland (regio) » (voir la liste des auteurs).